# Đại học Không quân Ba Lan

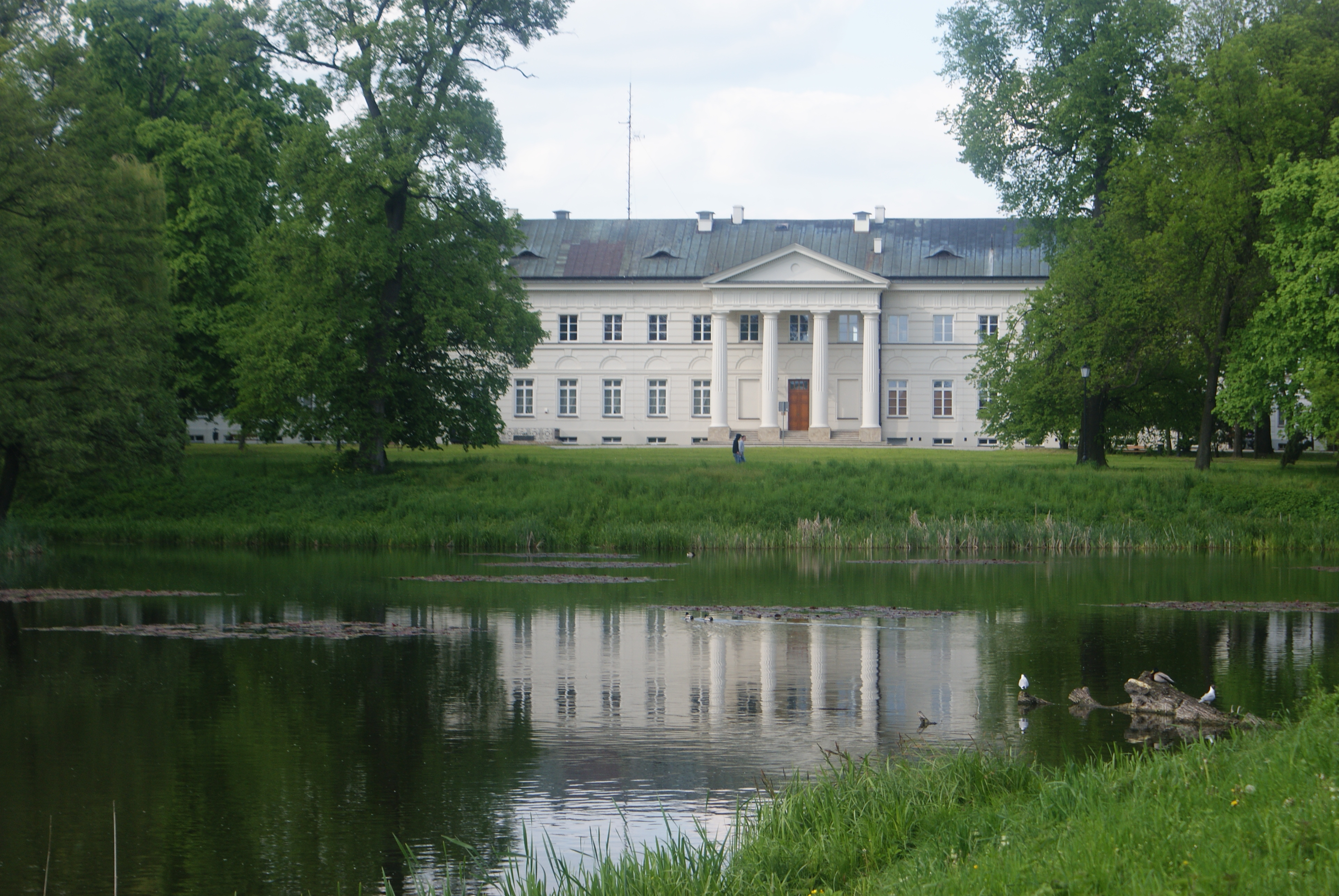
Cung điện ở Dęblin

Đại học Không quân Ba Lan (tiếng Ba Lan: Wyższa Szkoła Oficerska Sił Powietrznych (1994-2018); Lotnicza Akademia Wojskowa (từ 2018)) nằm ở Deblin, miền đông Ba Lan. Đại học Không quân là một trường đại học được công nhận về giáo dục đại học cho các sĩ quan cho Không quân Ba Lan. Nó được thành lập trong thời kỳ giữa hai cuộc chiến tranh năm 1927. Năm 2009, học viện bắt đầu chương trình dân sự với bốn khoa: phi công máy bay, bảo dưỡng máy bay, kiểm soát không lưu và an ninh quốc gia. Năm 2011, Bộ An toàn và Hậu cần Quốc gia đã được thành lập, cung cấp đầy đủ các khoa hàng không để lựa chọn. 

## Khoa
Các học viên trải qua đào tạo ở một trong những chuyên ngành sau:
- Phi công tiêm kích
- Phi công trực thăng
- Phi công máy bay vận tải
- Toán tử UAV
- Hoa tiêu
- Kiểm soát viên không lưu
- Hậu cần

Sinh viên dân sự trải qua đào tạo tại một trong những chuyên ngành như sau:
- Phi công máy bay
- Hệ thống điện tử
- Hoạt động UAV
- Kiểm soát không lưu
- Khai thác cơ sở hạ tầng điều hướng sân bay
- An ninh quốc gia
- Hậu cần

## Trang thiết bị
| Aircraft                      | Origin           | Type                        | Versions                          | In service | Notes    |
| ----------------------------- | ---------------- | --------------------------- | --------------------------------- | ---------- | -------- |
| Alenia Aermacchi M-346 Master | Ý                | Advanced Jet Trainer        |                                   | 8          | Turbofan |
| TS-11                         | Ba Lan           | Trainer Jet                 | TS-11 bis D TS-11 bis DF TS-11 MR | 54         | Turbojet |
| PZL SW-4 Puszczyk             | Ba Lan           | Light Helicopter            |                                   | 24         |          |
| Mi-2                          | Ba Lan / Liên Xô | Utility Helicopter          |                                   | 16         |          |
| Guimbal Cabri G2              | Pháp             | Light Helicopter            |                                   | 7          |          |
| Robinson R44                  | Hoa Kỳ           | Light Helicopter            |                                   | 2          |          |
| Diamond DA20                  | Canada/ Áo       | Light Aircraft              |                                   | 8          |          |
| Diamond DA42                  | Canada/ Áo       | Light Twin-engined Aircraft |                                   | 3          |          |

Nhiều máy bay khác ghé thăm căn cứ không quân Deblin hàng ngày. Các máy bay như: Mig-29, F-16, PZL W-3 Sokół, C-295 và nhiều loại khác.
Năm 2009, Cơ quan Hàng không Dân dụng đã bật đèn xanh cho Trung tâm đào tạo bay học thuật.